# Sumitomo Rubber Industries
Sumitomo Rubber Industries,  Ltd. (яп. 住友ゴム工業株式会社 сумитомо гому ко:гё: кабусики гайся) — японский производитель шин. Входит в кэйрэцу Sumitomo.

## История
В 1909 году был создан японский филиал британской компании Dunlop, начавший строительство завода в Кобе; в том же году долю в нём приобрела группа Sumitomo. Завод начал выпуск шин в 1913 году, а в 1917 году Sumitomo создала свою шинную компанию Sumitomo Rubber, при этом сохраняя сотрудничество с Dunlop. В 1963 году Sumitomo выкупила долю Dunlop в японском филиале и переименовала его в Sumitomo Rubber Industries
В начале 1960-х годов Dunlop недооценила потенциал шин со стальным кордом, а в 1971 году сделала неудачную инвестицию в итальянскую компанию Pirelli, и в результате к началу 1980-х годов оказалась на грани банкротства. В 1984 году Sumitomo приобрела заводы Dunlop в Германии, Франции и Великобритании, а также права на торговую марку во всех регионах, кроме США и Австралии. В 1986 году были куплены операции Dunlop и в США. Инвестиции японской компании в модернизацию заводов и сокращение 20 % рабочих позволили Dunlop уже в 1987 году начать приносить прибыль.
В 1997 году Sumitomo Rubber создала совместное предприятие с Goodyear Tire and Rubber Company по производству шин под брендом Dunlop. В рамках сотрудничества двух компаний Goodyear также приобрела 75 % в британских и американских операциях Dunlop. В 2015 году партнёрство было расторгнуто, Goodyear сохранила права на бренд Dunlop в США и Европе, Sumitomo Rubber в этих регионах может его использовать только на новых автомобилях японских производителей и на мотоциклах. В остальных случаях Sumitomo Rubber использует собственный бренд Falken, запущенный в 1983 году.

## Деятельность
Подразделения по состоянию на 2021 год:
- Шины — производство шин для автомобилей, строительной техники, мотоциклов, гоночных машин, основные бренды — Dunlop и Falken; 85 % выручки.
- Спорт — производство инвентаря для гольфа и тенниса, организации турниров по гольфу, управление школами тенниса и гольфа, фитнесс-клубами; 11 % выручки.
- Промышленные комплектующие и другие товары — резиновые детали для промышленного и медицинского оборудования, резиновые перчатки, напольные покрытия; 4 % выручки.

На Японию в 2021 году пришлось 32 % выручки, на остальную Азию — 18 %, на Северную Америку — 21 %, на Европу — 16 %, на другие регионы — 12 %.